# Šinnik Jaroslavlj
FK Šinnik Jaroslavlj (rusko puno ime: Футбольный клуб "Шинник" Ярославль) je ruski nogometni klub iz grada Jaroslavlja.

## Klupska povijest
Od 1957. – 1960. godine, klub se zvao Himik.
Nakon 1960. godine, klub nosi ime Šinnik, odražavajući pravu narav mjesne industrijske proizvodnje.

## Klupski uspjesi
U sovjetskim prvenstvima, jednom su bili prvoligaši, 1964. godine, kad su osvojili 16. mjesto.
U prvenstvu Ruske Federacije najbolji rezultat su ostvarili 1997. godine, kad su osvojili 4. mjesto.
U sovjetskom kupu su najdalje došli do četvrtzavršnice 1964. i 1966. godine.

## Zanimljivosti
U Šinniku su igrali i Hrvati Igor Budiša i Mario Jurić.

## Vanjske poveznice
- Službene stranice